# Mistrz Nagrobka Dluhomila
Mistrz Nagrobka Dluhomila – anonimowy rzeźbiarz, łączony z rzeźbiarzem nyskim Georgiem Grebacherem, wykształconym najpewniej w warsztacie Michaela Kramera. Pozostawił dorobek w postaci ponad trzydziestu pomników, głównie figuralnych nagrobków szlacheckich, a także kilku dzieł dla mieszczan oraz duchownych ewangelickich i katolickich. Jeden z wybitniejszych rzeźbiarzy renesansu i manieryzmu na Śląsku.

## Życiorys
Mistrz Nagrobka Dluhomila (inne wersje nazwy: Mistrz Płyty Dluhomila), miano pochodzi od jego najlepszego dzieła: nagrobka Petera Dluhomila w Bierawie.
Twórczość Mistrza i jego warsztatu jest uchwytna w okresie od 1585 do 1611 r. Szczytowym okresem jego twórczości były lata dziewięćdziesiąte XVI w., a produkcja warsztatu wygasła w pierwszej dekadzie XVII w. Działał na obszarze dawnych księstw biskupiego i opolsko-raciborskiego, chociaż jego prace odnaleźć można także w Brzegu, we Wrocławiu i okolicach. Mistrz Nagrobka Dluhomila nie sygnował swoich dzieł, co wynikać może z braku takiej praktyki w ówczesnym systemie pracy warsztatowej. Dzieła zostały zestawione na podstawie analizy stylowo-porównawczej.
Na podstawie zachowanych dzieł można stwierdzić, że preferował pracę w marmurze śląskim, choć wykorzystywał także piaskowiec oraz w jednym (zachowanym) przypadku wapień salzburski. Siedzibą warsztatu była prawdopodobnie Nysa lub okolice Sławniowic, gdzie działał kamieniołom. Wskazuje na to szerokie wykorzystanie marmuru oraz lokalizacja dzieł: liczne pomniki znajdują się w okolicach Nysy, choć były one także fundowane w bardziej odległych miejscowościach: Wrocławiu, Żelowicach, Brzegu, okolicach Dzierżoniowa (Nowizna) czy Oławy (Marszowice).

## Inspiracje
Mistrz Nagrobka Duhomila wprowadził do rzeźby historycznego Górnego Śląska pełne dynamizmu formuły przedstawieniowie wzorowane na grafice niderlandzkiej, co wpłynęło na znaczące podniesienie poziomu artystycznego nagrobków.
Szczególnie twórczo wykorzystał typ dynamicznych przedstawień postaci en pied z cyklu typów żołnierskich Henryka Goltizusa, a szczególnie dwa portrety pikinierów na tle pola bitewnego (z 1582 i 1583 r.). Inspiracja tymi grafikami najwyraźniejsza jest w płycie nagrobnej Petera Dluhomila w Bierawie i Hansa st. von Pücklera w Szydłowcu Śląskim. Innym źródłem niderlandzkich inspiracji w twórczości rzeźbiarza był prawdopodobnie pomnik nagrobny księcia Karola Krzysztofa Podiebrada w Oleśnicy (1579), który był pierwszym przykładem odcięcia się twórcy od konwencji „płaskich i usztywnionych wizerunków rycerzy” w nagrobnej rzeźbie śląskiej. Figurę księcia ustawiono bowiem w „tanecznym kontrapoście”. Dzieło to przypisywane jest Hansowi Fleiserowi, zwanemu Gruyter († ok. 1581 r.), przybyłemu w 1553 lub 1554 r. do Wrocławia z Nimwegen w Niderlandach wraz z bratem Michaelem.
Rozpowszechnienie powyższych wzorów za pośrednictwem dzieł Mistrza Nagrobka Dluhomila spopularyzowało szczególnie na historycznym Górnym Śląsku nowy, niderlandyzujący typ przedstawienia postaci męskich w rzeźbie. Działalność rzeźbiarska tego Mistrza i jego warsztatu zmieniła diametralnie formy górnośląskich sepulkraliów, które do lat osiemdziesiątych XVI w. pozostawały pod wpływem schematów wykształconych w warsztatach morawskich.

## Dzieła własnoręczne
Dzieła uznawane za własnoręczne znajdują się w Nysie, Klisinie, Krasnej Górze, Trzebinie, Szydłowcu Śląskim, Brzegu, Graczach, Bierawie, Nowiźnie koło Dzierżoniowa. Są to:
- płyta z epitafium prepozyta bożogrobców nyskich Joachima Rudolpha (†1585) z kościoła św. Jakuba w Nysie,
- nagrobek Ladislawa von Tschetschaw-Metticha (†1585) z kościoła par. Podwyższenia Krzyża Świętego w Klisinie,
- nagrobek Barbary Gelhorn (†1585) z kościoła fil. Macierzyństwa N.P. Marii w Krasnej Górze,
- nagrobek Friedricha Gelhorna (†1587) z kościoła fil. Macierzyństwa N.P. Marii w Krasnej Górze,
- nagrobek Kaspara Cortnera (†1587) z kościoła św. Jakuba w Nysie,
- nagrobek Adama Wachtla (†1589) z kościoła par. Wniebowzięcia Matki Boskiej w Trzebinie,
- nagrobek Hansa st. von Pücklera (†1590) z kościoła fil. Imienia Marii w Szydłowcu Śląskim (niezachowany),
- nagrobek Abrahama, Jadwigi i Barbary Schweitzer (†1590) z kościoła par. św. Mikołaja w Brzegu,

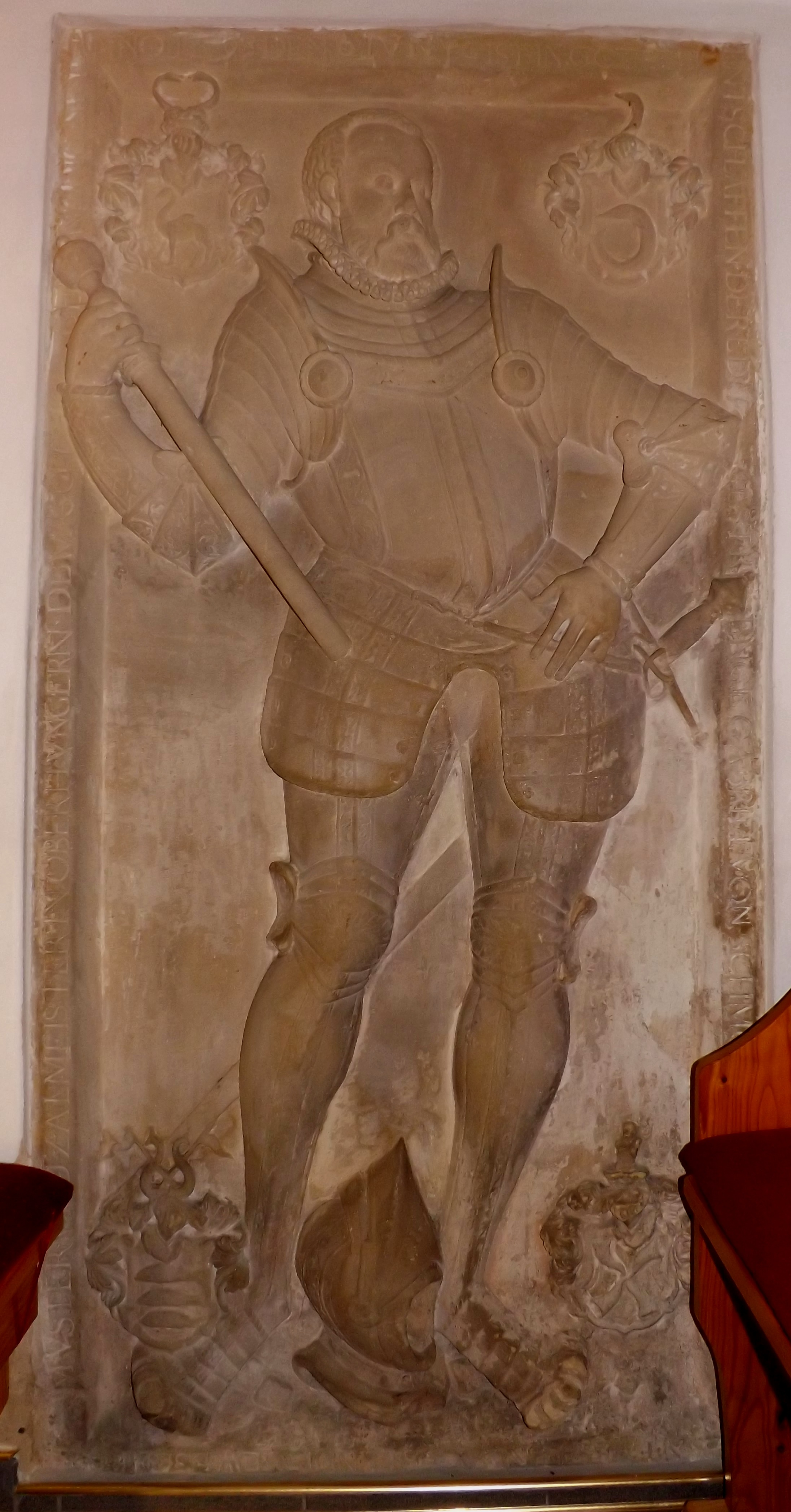
Nagrobek Gabriela von Schmoltza (zm. 1593) z kościoła par. św. Trójcy w Graczach

- nagrobek Petera Dluhomila (†1593) z kościoła par. św. Trójcy w Bierawie,
- nagrobek Bernharda von Schelendorfa (†1593) z kościoła fil. Najświętszego Serca Pana Jezusa w Nowiźnie koło Dzierżoniowa,
- nagrobek Johannesa i Joachima Buchtów (†1600) z kościoła św. Jakuba w Nysie,
- nagrobek Piotra Thomasa (†1603) z kościoła par. św. Mikołaja w Brzegu.

## Dzieła powiązane stylistycznie i formalnie z twórczością rzeźbiarza
Dwa poniższe dzieła są podobne w opracowaniu do niektórych prac własnoręcznych Mistrza Nagrobka Dluhomila:
- epitafium sióstr Sebottendorf z kościoła par. NMP Częstochowskiej w Witowicach,
- nagrobek Barbary von Schindel z kościoła par. św. Piotra i Pawła w Szklarach Górnych[14].

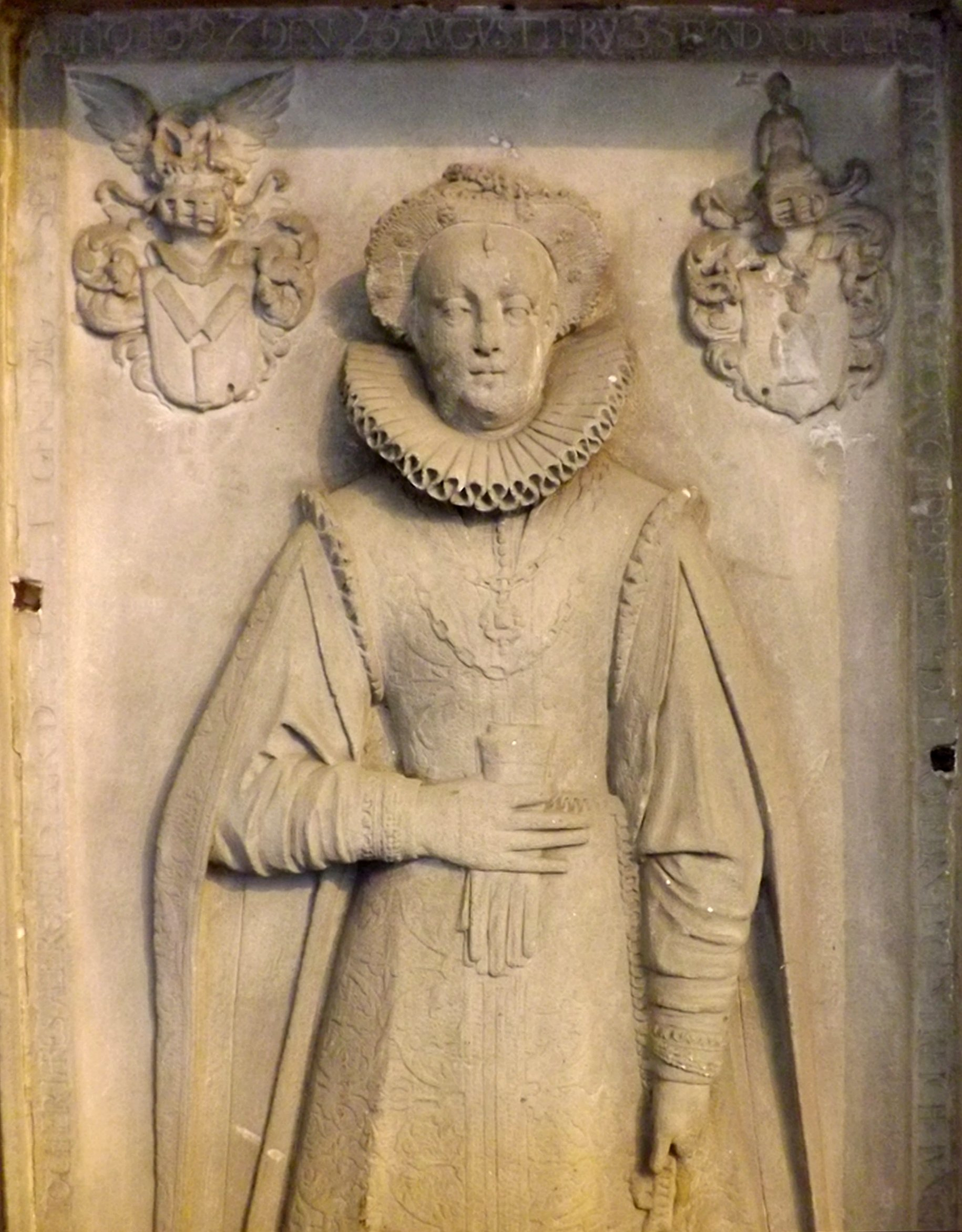
Nagrobek Barbary von Schindel z kościoła par. św. Piotra i Pawła w Szklarach Górnych, po 1597 r.

## Dzieła warsztatowe
Dzieła warsztatu znajdują się w Żelowicach, Marszowicach, Dobieszowie, Wierzchu, Dzierżysławiu, Zwanowicach, Białej Prudnickiej, Wierzbniku, Wrocławiu, Lewinie Brzeskim, Paczkowie, Klisinie, Suchej, Grodkowie i Opolu. Są to:
- nagrobek Sigmunda von Tschetschaw-Metticha (†1587) z kościoła fil. Podwyższenia Krzyża Świętego w Żelowicach,
- nagrobek Georga von Kitlitza (†1590) i jego córeczki z kościoła fil. Narodzenia NMP w Marszowicach,

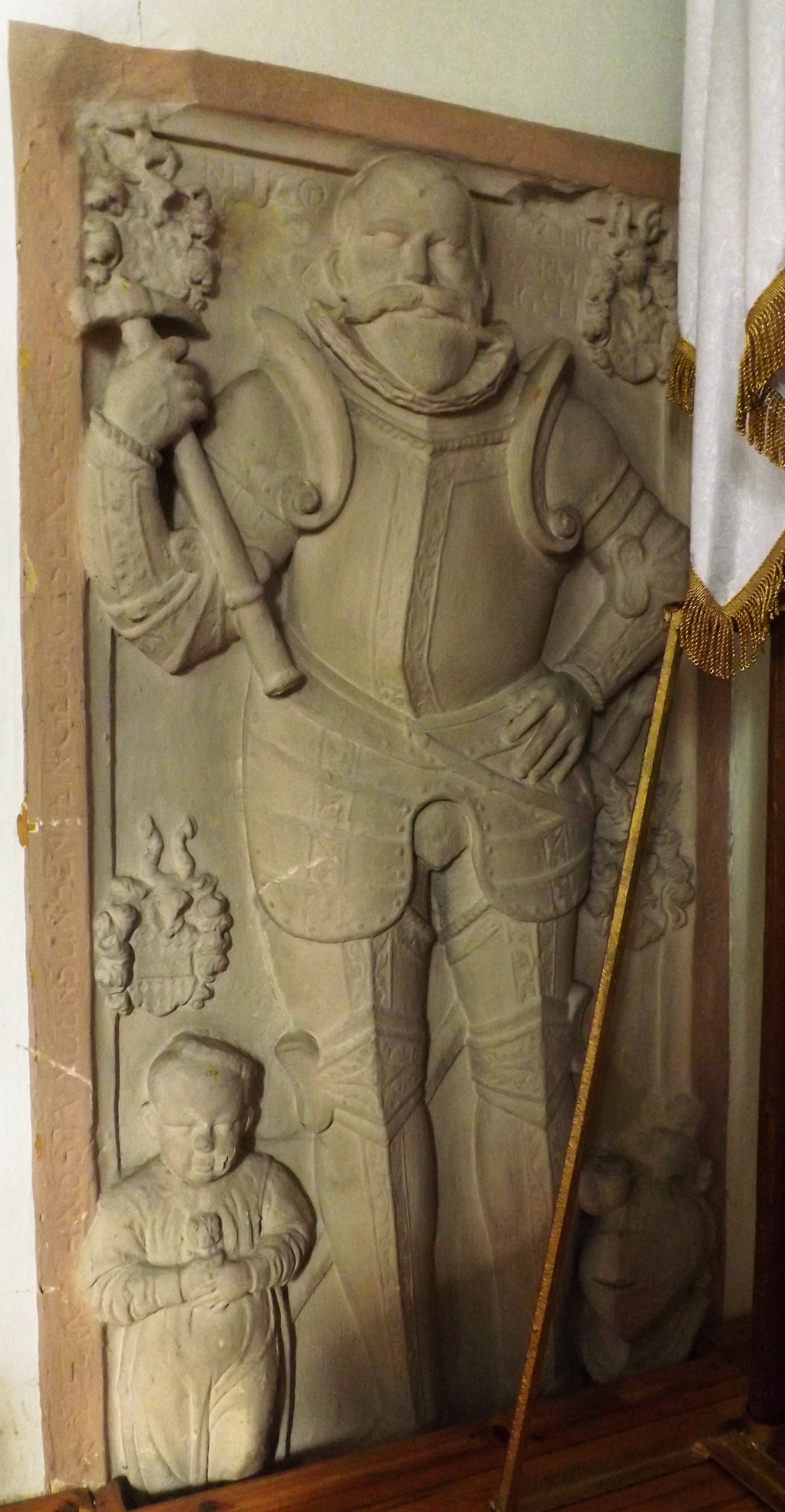
Nagrobek Georga von Kitlitza (zm. 1590) i jego córeczki z kościoła fil. Narodzenia NMP w Marszowicach

- nagrobek dziecka z rodu Kokors (†1593) z kościoła fil. Niepokalanego Poczęcia NMP w Dobieszowie,
- nagrobek Gindrzicha Strzeli (†1595) z kościoła par. św. Wawrzyńca w Wierzchu,
- nagrobek Paula Koleorscha (†1595) z kościoła par. św. Bartłomieja w Dzierżysławiu,
- nagrobek Christofa von Waldawa (†1595) z kościoła fil. NMP Królowej Polski w Zwanowicach,
- nagrobek Pawła Koslowskiego (†1595) z kościoła par. Wniebowzięcia w Białej Prudnickiej,
- nagrobek Caspara von Gregersdorfa (†1596) z kościoła fil. Podwyższenia Krzyża Świętego w Żelowicach,
- nagrobek Heinricha Wachtela (†1595) z kościoła par. św. Michała Archanioła w Wierzbniku,
- nagrobek Andrzeja Bogurskiego (†1596) z kościoła św. Krzyża Wrocławiu,
- nagrobek Hansa von Muscha (†1597) z dawnego kościoła ewangelickiego w Lewinie Brzeskim,
- nagrobek szlachcica z rodu Seidlitz (†1597) z kościoła par. św. Jana Ewangelisty w Paczkowie,
- nagrobek Friedricha von Reichenbacha (†1597) z kościoła par. Podwyższenia Krzyża Świętego w Klisinie,
- nagrobek Teresy Kokors (†1598) z kościoła fil. Niepokalanego Poczęcia NMP w Dobieszowie,
- nagrobek szlachcica z rodu Strzela (ok. 1600 r.) z kościoła par. św. Wawrzyńca w Wierzchu,
- nagrobek Petra Strzieli (†1600) z kościoła fil. św. Bartłomieja w Suchej,
- nagrobek Barbary Gelhorn (†1601) z kościoła fil. Macierzyństwa N.P. Marii w Krasnej Górze,
- nagrobek Valentina Hiltprandta (†1611) z kościoła par. św. Michała Archanioła w Grodkowie,
- nagrobek niezidentyfikowanego chłopca (XVI/ XVII w.?) z kościoła św. Krzyża w Opolu.

## Cechy charakterystyczne języka rzeźbiarskiego
Kluczowym wyznacznikiem stylu Mistrza Nagrobka Dluhomila jest „malarskie” opracowanie faktury, umiejętność zróżnicowania powierzchni skóry, włosów i tkanin oraz charakterystycznie wyrazisty rys portretowy figur. Również sposób ujęcia postaci w „tanecznym” kontrapoście jest znakiem rozpoznawczym jego dzieł. Ponadto dostrzec można silne analogie istniejące zwykle między dwoma lub trzema dziełami: płyty Cortnera i Schmolza, płyty Adama Wachtela, Pücklera i Dluhomila. Podobnie sytuacja wygląda w przypadku jego dzieł warsztatowych. Analogie w opracowaniu są zauważalne w płytach rycerzy Muscha, Waldawa i Seidlitza.
Artysta ten nieco inaczej kształtował ręce postaci w marmurze, a nieco inaczej w piaskowcu. Dłonie w nagrobkach marmurowych mają zaznaczone użylenie, natomiast na górnej powierzchni dłoni wykonanych w piaskowcu widoczne są delikatne wgłębienia. Dłonie przedstawionych na płytach zmarłych są zazwyczaj drobne, mają dosyć cienkie i delikatne palce o przekroju owalnym lub kwadratowym. Wirtuozerii artysty w operowaniu materiałem rzeźbiarskim dowodzi chociażby ukształtowanie laski marszałkowskiej (buławy) Gabriela von Schmoltza na nagrobku w Graczach. Rzeźbiarz wybrał piaskowiec głęboko, pozostawiając prześwit między trzonem buławy, a polem płyty. W pracach dosyć sprawnego pomocnika Mistrza taki sposób uprzestrzenniania płaskorzeźb już nie występuje: w pomnikach w Klisinie i Białej Prudnickiej regiment nie występuje z pola płyty i oparty jest na figurze upamiętnionego. Typowy dla tego artysty jest również nerwowy dukt kreski rytego rysunku włosów, szczególnie dobrze widoczny w nagrobkach Dluhomila w Bierawie i Thomasa w Brzegu. Wyróżniają się w pracach Mistrza także precyzyjnie opracowane krezy, co wymagało wyśmienitego opanowania świdra rzeźbiarskiego.

## Naśladowcy – uczniowie
W warsztacie Mistrza Nagrobka Duhomila wykształcili się najprawdopodobniej dwaj rzeźbiarze określani mianem: Mistrza Nagrobka Christofa Bibritscha w Mikulovicach i Mistrza Par Małżeńskich.

## Ciekawostki
Jedno z dzieł Mistrza Nagrobka Dluhomila, płyta nagrobna Johannesa i Joachima Buchtów († 1600) w kościele Świętego Jakuba w Nysie, tak zapadła w pamięć Tadeuszowi Różewiczowi podczas zwiedzenia Nysy, że poświęcił jej wiersz „Kamienni bracia” w tomie „Srebrny kłos” z 1955 roku.
Fragment wiersza Tadeusza Różewicza – „Kamienni Bracia”:
„Liegen und Ruhen

in einer Gruft

Unter diesem Stein”

Mówią gotyckie ostre

Jak miecze litery

W katedrze świętego Jakuba

W Nysie

Dwaj bracia marmurowi mali chłopcy

Johannes i Friedrich

Umarli w kwietniu i maju

Przed trzema wiekami

Nieruchomi stoją

W marmurowej wnęce

i trzymają się za zimne ręce

[...]